# Липницький Олександр Давидович
Олександр Давидович Липницький (рос. Александр Давидович Липницкий; 8 липня 1952 — 25 березня 2021) — радянський і російський культуролог, режисер, телеведучий, журналіст. Діяч російського року, музикант гурту «Звуки Му» («Липа»).

## Біографія
Народився 8 липня 1952 року в Москві. Навчався в англійській спецшколі № 30 у Великому Каретному провулку, де на рік старше навчався Петро Мамонов, з яким він здружився за п'ять років навчання. З Мамоновим і його молодшим братом Олексієм Бортничуком вони відвідували різні концерти. Любив музику гурту «The Beatles», перші платівки якого йому подарував посол Індії в СРСР Трилокі Натх Кауль. За словами самого Липницького: все це було потрясінням, мабуть, найсильнішим з музичних співпереживань і за все його попереднє життя.
Навчався на факультеті журналістики МДУ. Від 1975 року друкувався в радянській періодиці, став фахівцем із джазу, навіть фарцував платівками. Докорінний переворот у житті Липницького стався 1980 року, причиною чому стала зустріч з гуртом «Аквариум», який він вважав найпотужнішим явищем російського року. 1981 року Борис Гребенщиков впродовж певного часу «через відсутність місця проживання гарного» жив у квартирі Липницького.
Також близько спілкувався з Майком Науменко та гуртом «Кино», брав участь в організації фестивалю «Тбілісі-80» і так захопився діяльністю радянських рок-гуртів, що невдовзі сам став рок-музикантом, долучившись до гурту «Звуки Му». Липницький був їхнім бас-гітаристом до 1990 року.
Друг Артемія Троїцького, був знайомий з багатьма радянськими та російськими музикантами. Зустрічався з Джорджем Мартіном і працював з Браяном Іно.
Разом з Джоанною Стінгрей у 1990—1993 роках випускав телепередачу «Red Wave-21». Ведучий телепрограми «Ялинова Субмарина» на каналі «Ностальгія». У ній показували рідкісні кадри концертів, квартирників, бесід з близькими та друзями рок-музикантів — таких як Олександр Башлачов, Майк Науменко, Петро Мамонов і «Звуки Му», Олексій Хвостенко й «АукцЫон», «Ночной проспект», «Николай Коперник» і «Центр» з Василем Шумовим. Від 2010 року вів програму «Содержание» на радіостанції «Фінам FM», присвячену російському року. Був постійним учасником таких гуртів, як «ОтЗвуки Му» і «Гроздья виноградовы», що фактично є продовженням гурту «Звуки Му».
Загинув 25 березня 2021 року, перетинаючи на лижах замерзлу Москву-річку біля селища Ніколіна Гора, Липницький провалився під лід і потонув; імовірно, в момент загибелі рятував свого собаку Тірекса, який також провалився у воду. Тіло знайшли водолази вранці 27 березня неподалік від місця загибелі. Похорон відбувся 30 березня 2021 року на Аксиньїнському кладовищі в підмосковному селі Аксиньїно.

## Родина
Був онуком акторки Тетяни Окуневської та лікаря-гомеопата Теодора Липницького. Його батько, Давид Теодорович Липницький (1921—1994), також був лікарем-гомеопатом; вітчим Віктор Суходрев був особистим перекладачем Микити Хрущова та Леоніда Брежнєва. Мати — Інга Суходрев (Окуневська-Варламова) (1933—2013), викладачка англійської мови. Брат — Володимир Липницький (1954—1985), син Володимир.

## Фільмографія
- 1992 Віктор Цой, Кино: «Сонячні дні».
- 1993 «40:0 на користь БГ».
- 1996 Віктор Цой: «Колекція кіно».
- 2005 «Олександр Башлачов. Смертельний політ».
- Цикл документальних передач «Ялинова субмарина» на телеканалі «Ностальгія»:

2005 — Ілля Кормільцев. Інтерв'ю.
2005 — Жанна Агузарова. Інтерв'ю.
2006 — «Николай Коперник» і «Ночной проспект».
2006 — «Звуки Му», 2 серії.
2006 — «Дивлячись у центр». «Центр» і «Вежливый отказ».
2006 — «Вічний пост». Олександр Башлачов.
2006 — Олексій Хвостенко (Хвост) і «АукцЫон».
2006 — Сергій Курьохін і «Поп-механика».
2007 — «Аквариум», 3 серії.
2008 — «Кино», 3 серії.
2008 — Майк з гурту «Зоопарк», 2 серії.
2010 — «Странные игры», 2 серії.
2019—2020 — «Машина времени», 3 серії.